# 1763
1763 је била проста година.

## Догађаји

### Фебруар
- 10. фебруар — закључен Париски мир (1763)

### Мај
- 7. мај — Почео је Понтијаков рат након Понтијаковог покушаја да преотме Форт Детроит од Британаца.

### Јул
- Википедија:Непознат датум — август — Пожар у Смирни, Турска уништио 2.600 кућа.

### Новембар
- 24. новембар — објављена Бајесова теорема.[1]

### Датум непознат
- Википедија:Непознат датум — Патријарх српски Василије I је изабран за архиепископа пећког и патријарха српског.

## Рођења

### Јануар
- Непознат датум - Станоје Главаш, српски војвода. († 1815)

## Смрти

### Октобар
- 5. октобар — Август III од Пољске, пољски краљ и изборни кнез Саксоније